# 귀래중학교
귀래중학교(貴來中學校)는 대한민국 강원특별자치도 원주시 귀래면 운남리에 있는 사립 중학교이다.

## 학교 연혁
- 1968년 2월 21일 : 학교법인 귀보학원 설립인가
- 1970년 10월 14일 : 귀래중학교 개교
- 1987년 5월 21일 : 학교법인 귀보학원 박성호 이사장 취임
- 2013년 9월 24일 : 은향관 준공
- 2014년 10월 26일 : 천연잔디구장 준공
- 2017년 4월 21일 : 학교법인 귀보학원 박광석 이사장 취임
- 2025년 1월 3일 : 제53회 졸업식 9명 (연인원 2,812명)
- 2025년 3월 1일 : 제19대 원지연 교장 취임
- 2025년 3월 4일 : 입학생 14명

## 참고 자료
- 귀래중학교 - 한국교육학술정보원 학교알리미